# Tibouchina spruceana
Tibouchina spruceana är en tvåhjärtbladig växtart som beskrevs av Célestin Alfred Cogniaux. Tibouchina spruceana ingår i släktet Tibouchina och familjen Melastomataceae. Inga underarter finns listade i Catalogue of Life.